# 강성우 (야구인)
강성우(姜盛友, 1970년 1월 5일~)는 대한민국의 야구 선수 출신 지도자이다. 선수 시절 포지션은 포수였으며 현재 KBO 리그의 롯데 자이언츠 1군 배터리코치를 맡고 있다.

## 선수 경력

### 아마추어
청소년 대표, 국가대표로 선발됐다.

### 롯데 자이언츠
단국대학교 졸업 후 1992년에 1차 지명을 받아 입단했으며, 경기를 읽는 센스와 투수 리드 및 근성 등 수비형 포수로서의 장점을 두루 갖춘 선수였다.
1995년에는 플레이오프 1차전에서 선제 3점홈런을 치고 연장에서 2타점 적시타로 맹활약하며, 팀의 한국시리즈 준우승에 공헌하였다. 1999년에도 한국시리즈 준우승에 공헌하였다.

### SK 와이번스
2001년 SK 와이번스에 입단하였다. 2005년까지 활동하였다.

## 지도자 경력
은퇴 후 삼성 라이온즈의 배터리코치를 맡았고, 2009년 WBC 국가대표팀 배터리코치로 활동했다. 2009년에 한대화가 한화 이글스의 감독으로 선임되며 한화 이글스의 배터리코치로 자리를 옮겼으나 한대화가 감독직에서 물러나고 김응용이 부임하며 재계약에 실패했다. 이후 두산 베어스로 옮겨서 2014년까지 배터리코치로 활동했다.
2014년 시즌 후 삼성 라이온즈의 배터리코치로 돌아왔으나 2016년 시즌 후 재계약 불가 통보를 받고 배터리코치에서 물러났다. 2016년 10월, 당시 신임 감독이었던 김진욱의 부름을 받아 kt 위즈의 배터리코치로 선임됐다.

## 출신 학교
- 부산 대신초등학교
- 부산대신중학교
- 경남상업고등학교
- 단국대학교

## 경력
- 1987년 ~ 1988년 청소년 대표
- 1989년 ~ 1991년 국가대표

## 통산 기록
| 연도 | 소속   | 포지션 | 타율  | 경기 | 타수 | 득점 | 안타 | 홈런 | 루타 | 타점 | 도루 | 4구 | 사구 | 삼진 | 병살 |
| ---- | ------ | ------ | ----- | ---- | ---- | ---- | ---- | ---- | ---- | ---- | ---- | --- | ---- | ---- | ---- |
| 1992 | 롯데   | 포수   | 0.303 | 94   | 201  | 25   | 61   | 2    | 80   | 31   | 0    | 15  | 4    | 22   | 6    |
| 1993 | 롯데   | 포수   | 0.195 | 62   | 149  | 6    | 29   | 1    | 36   | 18   | 0    | 7   | 2    | 21   | 2    |
| 1994 | 롯데   | 포수   | 0.286 | 76   | 189  | 14   | 54   | 0    | 68   | 23   | 2    | 7   | 1    | 24   | 7    |
| 1995 | 롯데   | 포수   | 0.222 | 75   | 158  | 13   | 35   | 0    | 41   | 12   | 2    | 10  | 0    | 15   | 3    |
| 1996 | 롯데   | 포수   | 0.221 | 73   | 145  | 13   | 32   | 2    | 45   | 21   | 1    | 16  | 2    | 25   | 4    |
| 1997 | 롯데   | 포수   | 0.199 | 79   | 171  | 10   | 34   | 0    | 38   | 13   | 2    | 9   | 2    | 37   | 4    |
| 1998 | 롯데   | 포수   | 0.158 | 73   | 133  | 9    | 21   | 0    | 27   | 5    | 0    | 5   | 2    | 23   | 2    |
| 1999 | 롯데   | 포수   | 0.283 | 112  | 191  | 12   | 54   | 1    | 65   | 17   | 0    | 7   | 0    | 16   | 6    |
| 2000 | 롯데   | 포수   | 0.192 | 51   | 78   | 5    | 15   | 0    | 15   | 3    | 0    | 4   | 1    | 11   | 2    |
| 2001 | SK     | 포수   | 0.160 | 110  | 188  | 11   | 30   | 0    | 37   | 13   | 2    | 15  | 1    | 31   | 6    |
| 2002 | SK     | 포수   | 0.216 | 62   | 88   | 2    | 19   | 0    | 21   | 8    | 0    | 2   | 0    | 10   | 4    |
| 2003 | SK     | 포수   | 0.264 | 39   | 53   | 5    | 14   | 0    | 15   | 3    | 0    | 3   | 1    | 10   | 3    |
| 2004 | SK     | 포수   | 0.160 | 30   | 25   | 4    | 4    | 0    | 5    | 0    | 0    | 2   | 0    | 3    | 0    |
| 2005 | SK     | 포수   | 0.278 | 22   | 18   | 1    | 5    | 0    | 9    | 0    | 0    | 0   | 0    | 4    | 2    |
| 통산 | 14시즌 | 포수   | 0.228 | 958  | 1787 | 130  | 407  | 6    | 502  | 167  | 9    | 102 | 16   | 252  | 51   |